# Tony Dallara
Tony Dallara, pseudonimo di Antonio Lardera (Campobasso, 30 giugno 1936), è un cantante e personaggio televisivo italiano.

## Biografia

### I primi passi nel mondo musicale
Ultimo di cinque figli, quattro maschi e una femmina (tutti nati a Campobasso), di un ex corista della Scala, il milanese Battista Lardera, e di Lucia, una ex governante (originaria di Campobasso) presso una ricca famiglia del capoluogo lombardo, Tony cresce sin dall'infanzia a Milano. Dopo la scuola dell'obbligo inizia a lavorare, prima come barista e poi come impiegato ma, a causa della sua passione per la musica, inizia a cantare in vari gruppi, tra cui i Rocky Mountains (che cambieranno poi il nome in I Campioni), insieme ad alcuni amici (tra cui Paolo Ordanini), con cui inizia a esibirsi nei locali di Milano.
Tony è un ammiratore di Frankie Laine e, soprattutto, di un nuovo gruppo vocale che in quel periodo sta raccogliendo successi in tutto il mondo, The Platters. È ispirandosi al modo di cantare del solista Tony Williams che rielabora canzoni del repertorio melodico italiano, con lo stile terzinato lanciato da Only You. Con I Campioni inizia ad avere i primi contratti per serate retribuite: il primo di una certa consistenza è al Santa Tecla di Milano (duemila lire a serata), dove conosce tra gli altri Adriano Celentano.
Nel 1957 viene assunto come fattorino alla Music, dove il direttore Walter Guertler viene a sapere per caso dell'attività di cantante di Tony, va ad ascoltarlo al Santa Tecla e decide di metterlo sotto contratto insieme al gruppo; gli trova il nome d'arte di "Dallara" (Lardera è considerato un cognome poco musicale) e gli fa incidere su 45 giri la canzone Come prima, (musica di Vincenzo Di Paola e Sandro Taccani, parole di Mario Panzeri), già proposta alla commissione d'ascolto del Festival di Sanremo nel 1955, ma senza passare la selezione.

### Il successo
Il 45 giri viene pubblicato nel dicembre del 1957 e viene presentato per la prima volta durante la Rock Parade, organizzata dal 27 gennaio al 2 febbraio 1958 al Teatro Smeraldo da Miki Del Prete con la partecipazione di Adriano Celentano e il sassofonista Eraldo Volonté: in breve tempo Come prima raggiunge il primo posto della hit-parade italiana, rimanendovi per molte settimane e vendendo 300 000 copie, nei Paesi Bassi per 5 settimane ed anche nelle Fiandre in Belgio. Per l'epoca stabilisce un record di vendita e diventerà un "evergreen" della musica internazionale. Oltre che alla validità della canzone e della base musicale, il merito del successo va soprattutto alla tecnica ed alla potenza vocale di Dallara, per il quale viene coniato il nuovo termine urlatore: si stacca dalla tradizione melodica italiana dei Villa, Tajoli, Togliani e si collega piuttosto ai nuovi modelli statunitensi.
Il brano, nella versione inglese, entrerà, fra gli altri, nel repertorio dei Platters, con Tony Williams alla voce principale.
Chiamato ad effettuare il servizio militare (fa il CAR ad Avellino insieme ad un giovane pianista, Franco Bracardi), continua tra la fine del 1958 e il 1959 a pubblicare molti 45 giri di successo, come Ti dirò, Brivido blu, Non partir, Ghiaccio bollente, Julia. Sempre nel 1959 gira due film: Agosto, donne mie non vi conosco di Guido Malatesta, con Memmo Carotenuto e Raffaele Pisu, e I ragazzi del Juke-Box di Lucio Fulci, con Betty Curtis, Fred Buscaglione, Gianni Meccia e Adriano Celentano.

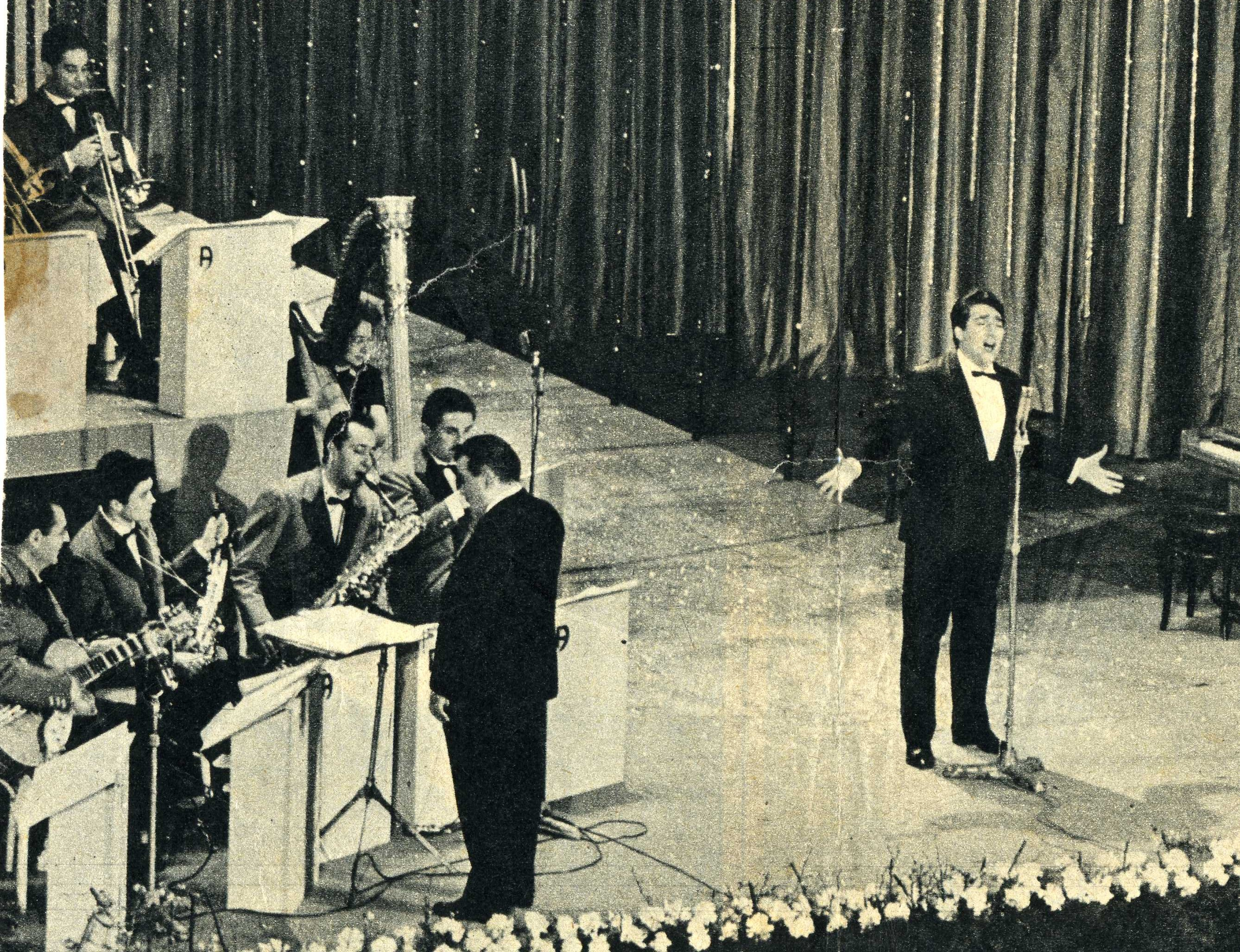
Festival di Sanremo 1960.
Tony Dallara canta Romantica. Pino Rucher (primo da sinistra) con l'orchestra Angelini.

Nel 1960 vince il Festival di Sanremo in coppia con Renato Rascel con Romantica. Nello stesso anno gira altri due film: Sanremo, la grande sfida di Piero Vivarelli, con Teddy Reno, Domenico Modugno, Sergio Bruni, Joe Sentieri, Gino Santercole, Adriano Celentano, Renato Rascel e Odoardo Spadaro, e I Teddy Boys della Canzone di Domenico Paolella, con Delia Scala, Tiberio Murgia, Ave Ninchi, Teddy Reno e Mario Carotenuto. Con Romantica vince anche l'edizione 1960 di Canzonissima.
Romantica è il suo più grande successo, viene tradotta in diverse lingue, persino in giapponese, e la versione francese è resa celebre dall'interpretazione di Dalida, che già aveva inciso la versione francese di Come prima.
Nel 1961 incide un'altra sua interpretazione celebre: La novia (brano musicale) che raggiunge il primo posto in classifica per otto settimane in Italia e nelle Fiandre in Belgio e raggiunge l'ottava posizione nei Paesi Bassi e partecipa nuovamente al festival di Sanremo in coppia con Gino Paoli con Un uomo vivo; nello stesso anno vince nuovamente Canzonissima con Bambina, bambina, che è il suo ultimo grande successo.

### Il declino

Lilly Bonato, Tony Dallara, Iva Zanicchi e Jimmy Fontana nel varietà televisivo I capostipiti RAI 1965

Dal 1962 Dallara abbandona il genere che lo ha portato al successo, accostandosi ad una musica più melodica, con cui però non riesce a ripetere gli exploit di vendita degli anni d'oro.

Ritenta anche la carta di Sanremo, partecipando nuovamente nel 1964 in coppia con Ben E. King con Come potrei dimenticarti, che arriva in finale ma non contribuisce al rilancio dell'artista.
Nello stesso anno partecipa alla prima edizione di "Un disco per l'estate" con la canzone Quando siamo in compagnia, entrando nella rosa dei 14 finalisti. L'anno successivo è ancora in gara alla rassegna estiva con Si chiamava Lucia, ma questa volta non è promosso alle serate finali di Saint Vincent.
Passato alla CBS, partecipa con I ragazzi che si amano al Cantagiro 1966.
Nel 1967, presenta due delicate e interessanti melodie al 15º Festival della Canzone Napoletana: "Comme 'o destino d'e fronne" e "Tante tante tante tante", eseguite in abbinamento con i Jaguars e con Lalla Leone.
Ormai i gusti del pubblico si sono spostati sul beat e, pur continuando ancora ad incidere nuove canzoni per tutti gli anni sessanta, Dallara non riesce più a entrare in classifica: anche la televisione e la radio, lentamente, si dimenticano di lui. Negli anni settanta, dopo un'ultima partecipazione a "Un disco per l'estate 1972" con Mister amore (canzone esclusa dalla fase finale del concorso), si ritira dal mondo della musica e si dedica alla pittura, esponendo i suoi quadri in diverse gallerie e conquistandosi l'amicizia e la stima di Renato Guttuso.

### Gli ultimi anni: il revival
Dagli inizi degli anni ottanta Dallara decide di riprendere l'attività, per lo meno per quel che riguarda le serate: grazie anche al revival, torna, soprattutto nei mesi estivi, a riproporre i suoi vecchi successi. Reincide, inoltre, i suoi vecchi successi con nuovi arrangiamenti.
Nel 1991 registra su etichetta Babes record BB-MC di Giorgio Oddoini una raccolta di 12 nuove canzoni intitolata "Pensieri in musica" di cui è coautore in diversi brani...Tra i titoli figura la curiosa "C'è l'inferno" testo di Italo Cafasso, musica di Alberto Baldan Bembo, Italo Salizzato e Giuseppe Damele. 
Nel 1993 firma e canta insieme agli autori Riccardo Ceratti  Angelo Ceriani  e Fabio De March , un brano all'interno dell'album "Ciapa la Bùsta"   dei Los Muntos, pubblicato dalla Major discografica Dischi Ricordi. Catalogo Dischi Ricordi
Nel 1995 ha partecipato allo Zecchino d'Oro con il brano Ho sognato una canzone.
In seguito, Dallara decide di presentarsi alle selezioni del Festival di Sanremo 2008, con Teo Teocoli con il brano Cartà d'identità ma non verrà ammesso.
Dai primi mesi del 2008, Dallara svolge il ruolo di opinionista televisivo a L'Italia sul 2 su Rai 2.
In autunno 2008 partecipa alla tournée teatrale di Teo Teocoli con lo spettacolo Dal derby al Nuovo. Il 28 dicembre dello stesso anno è stato ospite di "Che tempo che fa" su Rai3. Il 12 maggio 2010 è ospite a Soliti ignoti - Identità nascoste, un programma con Fabrizio Frizzi, e rivela che dipinge quadri astratti.
Nel 2019 partecipa alla canzone Anime del rapper MAK.
Dopo tanto tempo di assenza per problemi di salute (è stato persino 2 mesi in coma) il 21 e il 28 gennaio 2024 e ancora il 4 febbraio 2024 ritorna in tv partecipando alla trasmissione Domenica in di Mara Venier cantando in diretta live i suoi successi Romantica, Come prima, Ti dirò e Bambina bambina.

## Citazioni
- Vasco Rossi, nella sua canzone Asilo republic, cita i seguenti versi del grande successo di Dallara: "Come prima, più di prima t'amerò".
- Gli Squallor hanno inciso una versione di La novia (45 giri del 1961) nell'album Scoraggiando del 1982, in cui, sulla stessa base di Dallara, Daniele Pace ed Alfredo Cerruti dialogano parodiando una confessione.

## Discografia

### Italia

#### In studio
- 1958 – I Campioni canta Tony Dallara (Music LPM 1007; con I Campioni)
- 1958 – Tony Dallara (Music LPM 1010)
- 1959 – Tony Dallara con Ezio Leoni (Music LPM 1014)
- 1961 – Bambina bambina (Music LPM 1025)
- 1964 – Tony Dallara (Jolly LPJ 5040)
- 1965 – Tony Dallara (Jolly LPJ 5046)
- 1981 – Amada mia (Euro Music Corporation, EUR MLP 605)
- 1987 – Più di prima (Fonit Cetra PL 718)
- 1987 – Tony Dallara e Betty Curtis (Etichetta Targa)
- 1991 - Pensieri in musica
- Tony Dallara con l'orchestra di Ezio Leoni (Jolly, lpj 5040)
- Prigioniero di te (Bang!! Bang!!, BB.LP. 90150)

#### Raccolte
- 1974 - A mia moglie (Arcobaleno Record, ARClp 000112)
- 1975 - Come prima... più di prima (Super Oscar, SPO 589)
- Il meglio dI Tony Dallara (SAAR Records, 17SC0043)
- 1980 - Golden Double Deluxe (King Records, HSL-2004 / HSL-2005)
- 1980 - Il numero uno degli anni '60 (Euro Music Corporation, ORL 8435)

#### Singoli
- 1957 – The Searcher/Chiken Reel (Music 2209)
- 1957 – Me piace sta vucchella/Che m'e' 'mparato a 'ffa (Music 2210)
- 1957 – Pecchè nun saccio di'/Che sbadato (Music 2211)
- 1957 – Lonely Man/The Last Round Up (Music 2215)
- 1957 – Nu tantillo 'e core/Maliziusella (Music 2216)
- 1957 – Come prima/L'autunno non è triste (Music 2217)
- 1958 – Ti dirò/My Tennessee (Music 2218)
- 1958 – Condannami/Brivido blu (Music 2219)
- 1958 – O.K. Corral/Quel treno per Yuma (Music 2220)
- 1958 – Strada 'nfosa/Tieneme strett'a te (Music 2225)
- 1958 – Bambina innamorata/L'edera (Music 2226)
- 1958 – Amami poco/Per un bacio d'amor (Music 2234)
- 1958 – La mia storia/Non so dir (Ti voglio bene) (Music 2235)
- 1958 – Non partir/giungerò fino a te (Music 2247)
- 1959 – Julia/Mi perderò (Music 2250; con i Continentals)
- 1959 – Primo amore/Non è così (Music 2251)
- 1959 – Nessuno/Per tutta la vita (Music 2252)
- 1959 – Conoscerti/Tua (Music 2253)
- 1959 – Piove/Per tutta la vita (Music 2254)
- 1959 – Mi sento in estasi/Amiamoci così (Music 2258; con i Continentals)
- 1959 – Poveri milionari/Son tornato da te (Music 2264)
- 1959 – A squarciagola/Sono pazzo di te (Music 2272)
- 1959 – Non passa più/Anima mia (Music 2284)
- 1959 – Ghiaccio bollente/Vertigine (Music 2285)
- 1959 – Oceano/Lasciati baciare (Music 2286)
- 1959 – Ricordiamoci/Tu sei nata per me (Music 2291)
- 1960 – Romantica/Non sei felice (Music 2306)
- 1960 – Noi/Perderti (Music 2307)
- 1960 – Libero/È vero (Music 2308)
- 1960 – Cynzia/Verde amore (Bluebell Records BB 03030)
- 1960 – Madonnina/Se bacio la tua bocca (Bluebell Records BB 03031)
- 1960 – Noi/Perderti (Music 2307)
- 1961 – Un uomo vivo/Al di là (Music 2327)
- 1961 – La novia/Caccia all'uomo (Music 2339)
- 1961 – Come noi/Monica (Music 2340)
- 1961 – Bambina bambina/Come te (Music 2341)
- 1961 – A.A.B.C./La canzone dei poeti (Music 2343)
- 1962 – Alla mamma/La notte è giovane (Music 2347)
- 1962 - Baci Baci/Caterina (Music 2349)
- 1962 – La escalera/In un mare (Music 2352)
- 1962 – Chiedo perdono/Tempo di Roma (Music 2359)
- 1962 – Tu che sai di primavera/Norma (Music 2365)
- 1964 – Come potrei dimenticarti/Cosa vuoi (Jolly J 20222)
- 1964 – Ti devo dire no/Quando siamo in compagnia (Jolly J 20231)
- 1964 – Quattro parole/Sei giovedì (Jolly J 20245)
- 1964 – Noi ragazzi/Se finirà (Jolly J 20277)
- 1965 – Thunderball/Ballerina (Curci SP 1013)
- 1965 – Lasciati baciare con il Letkiss/Io che non vivo senza te (Pop NP 200003; Lato A cantano I Giganti)
- 1965 – Si chiamava Lucia/Guardiamoci in faccia (Ri-Fi RFN 16096)
- 1965 – Stavolta no/La prima cosa che devo fare (Ri-Fi RFN 16107)
- 1966 – I ragazzi che si amano/E l'alba non verrà (CBS 2213)
- 1967 – Tante tante tante tante tante/Comme 'o destino d''e fronne (CBS 2979)
- 1967 – Simpaticissima/Non ho avuto mai (Magistral R 10)
- 1969 – La spagnola/Alma Maria (Rare RAR NP 77526)
- 1970 – Buon Natale/Dimmi papà (Signal S613)
- 1971 – Non importa, ci sarà da mangiare anche per tre/Non darti a lui (Rex 70 RNP 011)
- 1972 – Ho negli occhi lei/Per il tuo amore (Rex 70 RNP 013)
- 1972 – Mister amore/Viva gli sposi (Telerecord TLC np 1972)
- 1981 – Senza piangere/Ci riuscirò (Euro Music Corporation EUR 1957)
- 1983 – T'amo t'amo/Promises (City C 6503)
- 1991 – C'è l'inferno...Pensieri in musica (Babes record BB-MC Giorgio Oddoini)

#### Flexy-disc
Sono incisi da un solo lato e allegati in omaggio alla rivista Il Musichiere:
- 1959 – Piove (The Red Record N. 20003; con i Continentals) (Il Musichiere N° 8, 26 febbraio)
- 1960 – Come prima (The Red Record N. 20089) (Il Musichiere N° 98, 12 novembre)

#### EP
- 1958 – I Campioni canta Tony Dallara (Music EPM 10073; con I Campioni)
- 1958 – I Campioni canta Tony Dallara (Music EPM 10099; con I Campioni)
- 1958 – I Campioni canta Tony Dallara (Music EPM 10105; con I Campioni)
- 1958 – O.K. Corral (Music EPM 10114; con The Rocky Mountain Ol'Time Stompers)
- 1958 – I Campioni canta Tony Dallara (Music EPM 10124; con I Campioni)
- 1959 – Per un bacio d'amor (Music EPM 10139)
- 1959 – Julia (Music EPM 10145)
- 1959 – Poveri milionari (Music EPM 10157)
- 1959 – Tony Dallara (Music EPM 10158) (Sono pazzo di te, A squarciagola [dal film "Ti dirò"], Non è così, Amiamoci così)
- 1959 – Tony Dallara (Music EPM 10163)
- 1960 – Sanremo 1960 (Music EPM 10165)

### Francia

#### EP
- 1958 – Come prima/Strada 'nfosa/Condannami/Ti dirò (Barclay 70188; inciso come Tony Dallara e I Campioni)
- 1959 – Non partir/Mi perderò/Per un bacio d'amor/Giungerò fino a te (Barclay 70209; inciso come Tony Dallara e I Campioni)
- 1959 – Maliziusella/Tieneme stretta a te/Bambina innamorata/La mia storia (Barclay 70212; inciso come Tony Dallara e I Campioni)
- 1959 – 9º Festival de San Remo (Barclay 70224; inciso come Tony Dallara e I Campioni)
- 1959 – Julia/Brivido blu/L'edera/Che me 'mparato a ffa (Barclay 70251; inciso come Tony Dallara e I Campioni)

### Altri paesi

#### Spagna
- Éxitos De Tony Dallara (Belter, 22.088)
- 1967 - Canta en Español (Belter, 22.090)

#### Stati Uniti d'America
- 1967 - Tony Dallara Sings Bambina Bambina (Vesuvius, 4408)

#### Giappone
- 1969 - Tony Dallara (Seven Seas, SR-311)

#### Romania
- 1966 - Tony Dallara (Electrecord, EDD 1105)

#### Brasile
- 1961 - Xangô (Mocambo, 40060)
- Meu Primeiro Amor (Mocambo, MR-1099)

#### Argentina
- Éxitos De Tony Dallara (Belter, 33.005)

#### Venezuela
- Canta en Español (Ronde, RLP-38.056)

## Filmografia
- L'amico del giaguaro, regia di Giuseppe Bennati (1958)
- Agosto, donne mie non vi conosco, regia di Guido Malatesta (1959)
- I ragazzi del Juke-Box, regia di Lucio Fulci (1959)
- I Teddy boys della canzone, regia di Domenico Paolella (1960)
- Sanremo - La grande sfida, regia di Piero Vivarelli (1960)
- Esame di guida (Tempo di Roma) di Denys de La Patellière (1963) canta la canzone Tempo di Roma